# 이누카이정
이누카이정(犬飼町)은 오이타현 중심부에 위치했던 정이다.
2005년 3월 31일, 오노군 4정 2촌과 함께 신설합병해 분고오노시가 되었다.

## 역사
- 1889년 4월 1일 - 정촌제 시행에 수반헤 현재의 구역을 확대해 이누카이촌이 성립하였다.
- 1903년 2월 3일 - 정으로 승격해, 이누카이정이 되었다.
- 2005년 3월 31일 - 미에정, 기요카와촌, 오가타정, 아사지정, 오노정, 지토세촌과 신설합병해, 분고오노시가 성립하였다. 동일 이누카이정은 폐지되었다.

## 교통

### 철도
- 규슈 여객철도 호히 본선

### 도로
- 국도 10호선
- 국도 57호선
- 국도 326호선